# Estación Almarza
Almarza o José Almarza es una estación ubicada en el sector de Santa Elisa, en la comuna chilena de Chillán Viejo. Si bien es parte de la vía del ferrocarril Longitudinal Sur inaugurada en 1873, la estación fue construida en 1943, pasando a formar parte de la Red Sur de Ferrocarriles del Estado. 
Durante su tiempo de operaciones, se encontraba en esta estación una Oficina de Tráfico de EFE, encargada de otorgar las movilizaciones de los servicios de largo recorrido, pero no hay detenciones normales de servicios de pasajeros.[cita requerida]
En la actualidad sólo quedan vestigios de la estación, no encontrándose cambios de entrada y sólo se visualiza un sector de vía simple. Hacia 2022 el entorno de la estación era ocupado la empresa forestal Arauco para el acopio de madera.